# Spermacoce omissa
Spermacoce omissa là một loài thực vật có hoa trong họ Thiến thảo. Loài này được J.R.Clarkson miêu tả khoa học đầu tiên năm 1993.